# Мария Беатриче Савойская (1943)
Мария Беатриче Савойская (Мария Беатриче Елена Маргарита Людовика Катерина Романа; 2 февраля 1943, Квиринальский дворец, Рим) — младшая дочь и ребёнок последнего короля Италии Умберто II и Марии Жозе Бельгийской, сестра претендента на трон её отца Виктора Эммануила Савойского.

## Биография
Принцесса Мария Беатриче Савойская была третьей дочерью, а также четвёртым и последним ребёнком принца и принцессы Пьемонта. Семья и друзья ласково называли её «Тити». Когда ей было три года, её отец был королём Италии чуть более месяца, с 9 мая 1946 года по 12 июня 1946 года. После референдума и отмены монархии её семья отправилась в изгнание и ненадолго воссоединилась в Португалии, где её родители приняли решение расстаться. Мария Беатриче, её старший брат и сёстры вместе с матерью отправились в Швейцарию, а их отец остался на Португальской Ривьере.
В 1967 году принцесса попыталась выйти замуж за итальянского актёра Маурицио Арену, но ей помешала семья, подав иск в котором утверждалось, что она психически нестабильна и не может вступить в брак. Иск был отозван в начале 1968 года, когда их отношения закончились.
1 апреля 1970 года в Сьюдад-Хуаресе, Мексика, Тити вышла замуж за Луиса Рафаэля Рейна-Корвалан и Диллон (1939—1999), сына Сезара Аугусто Рейна-Корвалан и Амалии Марии Диллон Кальво. Они обвенчались в январе 1971 года в Кордове, Аргентина. Они расстались в 1995 году и развелись в 1998 году.
У супругов было трое детей:
- Рафаэль Умберто Корвалан-Рейна и Савойя (1970—1994), был помолвлен с Маргарет Тайлер (род. 1966), от которой у него родилась дочь, уже после его смерти:
  - Уриэль Тайлер  (род. 1994)[6]
- Патрицио Корвалан-Рейна и Савойя (род. и умер в 1971), умер вскоре после рождения
- Беатриче Корвалан-Рейна и Савойя (род. 1973), в 1996 году (позднее развелись) вышла замуж за Артура Пандо и Мардрет (род. 1973), в браке родилась дочь:
  - Мария Пандо Корвалан-Рейна (род. 1996)

29 апреля 1994 года её 23-х летний сын Рафаэль упал с террасы своего дома в Бостоне и разбился.
17 февраля 1999 года её бывший муж Луис Рафаэль был убит в Куэрнаваке; принцесса не пришла на его похороны.